# William Taylor Thornton

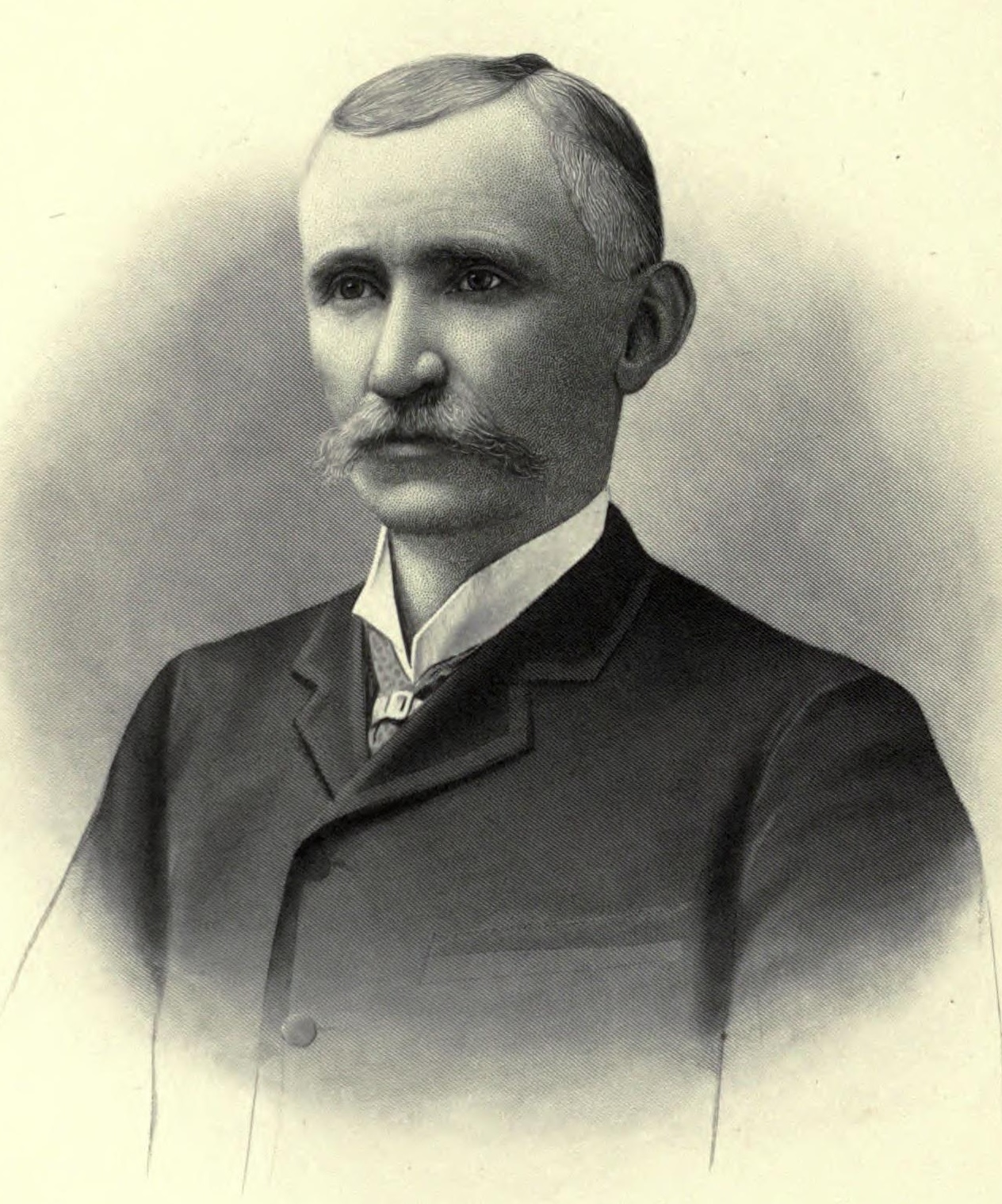
William Taylor Thornton

William Taylor Thornton (* 9. Februar 1843 in Calhoun, Henry County, Missouri; † 16. März 1916 in Santa Fe, New Mexico) war ein US-amerikanischer Politiker und von 1893 bis 1897 Gouverneur des New-Mexico-Territoriums.
Thornton diente während des Bürgerkrieges im Heer der Konföderation. Nach dem Krieg lebte er zeitweise in Missouri. Dort wurde er im Jahr 1876 in das Repräsentantenhaus des Staates gewählt. Nach einem Umzug in das New-Mexico-Territorium wurde er dort im Jahr 1880 Mitglied des territorialen Regierungsrates. Im Jahr 1891 war er Bürgermeister der Stadt Santa Fe und von 1893 bis 1897 war er Territorialgouverneur in diesem Gebiet. Nach seinem Tod im Jahr 1916 wurde er auf dem Fairview-Friedhof in Santa Fe beigesetzt.